# نبرد بعرین
نبرد بعرین (انگلیسی: Battle of Ba'rin) که به نبرد مونتفراند نیز شناخته می‌شود، نبردی است در سال ۱۱۳۷ میان نیروهای صلیبی به رهبری فولک پادشاه اورشلیم و زنگیان به رهبری عمادالدین زنگی که با پیروزی زنگیان و سقوط قلعه مونتفراند همراه بود.